# Evolução do Colégio dos Cardeais sob o pontificado de Alexandre VI
Abaixo está a evolução do colégio de cardeais durante o pontificado de Alexandre VI e a subsequente vaga vaga .

## Composição para consistório
| Consistóro                     | 1492 | Set 1503 |
| ------------------------------ | ---- | -------- |
| Fevereiro 1456                 | 2    | 1        |
| Consistórios de Calisto III    | 2    | 1        |
| Março 1460                     | 1    | 1        |
| Consistórios de Pio II         | 1    | 1        |
| Setembro 1467                  | 1    | 1        |
| Novembro 1468                  | 2    |          |
| Consistórios de Paulo II       | 3    | 1        |
| Dezembro 1471                  | 1    | 1        |
| Maio 1473                      | 1    |          |
| Dezembro 1476                  | 1    | 1        |
| Dezembro 1477                  | 2    | 2        |
| Fevereiro 1478                 | 1    |          |
| Maio 1480                      | 3    | 1        |
| Novembro 1483                  | 3    |          |
| Março 1484                     | 1    | 1        |
| Consistórios de Sisto IV       | 13   | 6        |
| Março 1489                     | 8    | 4        |
| Consistórios de Inocêncio VIII | 8    | 4        |
| Setembro 1493                  |      | 7        |
| Maio 1494                      |      | 1        |
| Janeiro 1495                   |      | 2        |
| Fevereiro 1496                 |      | 1        |
| Setembro 1498                  |      | 1        |
| Março 1500                     |      | 2        |
| Setembro 1500                  |      | 9        |
| Maio 1503                      |      | 9        |
| Consistórios de Alexandre VI   |      | 32       |
| Total                          | 27   | 45       |

## Evolução durante o pontificado
| Data                    | Evento                                                                          | Total |
| ----------------------- | ------------------------------------------------------------------------------- | ----- |
| 6 de agosto de 1492     | Abertura do Conclave de 1492                                                    | 27    |
| 11 de agosto de 1492    | Eleição Papal do Cardeal Rodrigo de Borja y Borja com o nome de Alexandre VI    | 26    |
| 31 de agosto de 1492    | criação de 1 Cardeais                                                           | 27    |
| 31 de agosto de 1492    | Juan de Borja-Llanzol de Romani                                                 | 27    |
| 14 de setembro de 1492  | Morte do Cardeal Maffeo Gherardi, O.S.B.Cam. (86 anos)                          | 26    |
| 4 de fevereiro de 1493  | Morte do Cardeal Ardicino della Porta (59 anos)                                 | 25    |
| 20 de setembro de 1493  | criação de 12 Cardeais                                                          | 37    |
| 20 de setembro de 1493  | Jean de la Grolaye de Villiers, O.S.B.                                          | 37    |
| 20 de setembro de 1493  | Giovanni Antonio Sangiorgio                                                     | 37    |
| 20 de setembro de 1493  | Bernardino López de Carvajal                                                    | 37    |
| 20 de setembro de 1493  | Cesare Borgia                                                                   | 37    |
| 20 de setembro de 1493  | Giuliano Cesarini, Jr.                                                          | 37    |
| 20 de setembro de 1493  | Domenico Grimani                                                                | 37    |
| 20 de setembro de 1493  | Alessandro Farnese (Futuro Papa Paulo III)                                      | 37    |
| 20 de setembro de 1493  | Bernardino Lunati                                                               | 37    |
| 20 de setembro de 1493  | Raymond Peraudi, O.S.A.                                                         | 37    |
| 20 de setembro de 1493  | John Morton                                                                     | 37    |
| 20 de setembro de 1493  | Fryderyk Jagiellończyk                                                          | 37    |
| 20 de setembro de 1493  | Ippolito d'Este                                                                 | 37    |
| 20 de outubro de 1493   | Morte do Cardeal Giovanni de' Conti (79 anos)                                   | 36    |
| Maio de 1494            | criação de 1 Cardeais In Pectore                                                | 36    |
| 11 de janeiro de 1495   | Morte do Cardeal Pedro González de Mendoza (66 anos)                            | 35    |
| 16 de janeiro de 1495   | criação de 1 Cardeais                                                           | 36    |
| 16 de janeiro de 1495   | Guillaume Briçonnet                                                             | 36    |
| 21 de janeiro de 1495   | criação de 1 Cardeais                                                           | 37    |
| 21 de janeiro de 1495   | Philippe de Luxembourg                                                          | 37    |
| 19 de fevereiro de 1496 | criação de 4 Cardeais + Revelação In Pectore                                    | 42    |
| 19 de fevereiro de 1496 | Luigi d'Aragona                                                                 | 42    |
| 19 de fevereiro de 1496 | Juan López                                                                      | 42    |
| 19 de fevereiro de 1496 | Bartolomé Martí                                                                 | 42    |
| 19 de fevereiro de 1496 | Juan de Castro                                                                  | 42    |
| 19 de fevereiro de 1496 | Juan de Borja Llançol de Romaní                                                 | 42    |
| 8 de agosto de 1497     | Morte do Cardeal Bernardino Lonati (45 anos)                                    | 41    |
| 9 de dezembro de 1497   | Morte do Cardeal Giovanni Giacomo Schiaffinati (46 anos)                        | 40    |
| 22 de março de 1498     | Morte do Cardeal Paolo Fregoso (70 anos)                                        | 39    |
| 17 de agosto de 1498    | Renuncia do Cardeal Cesare Borgia                                               | 38    |
| 17 de setembro de 1498  | criação de 1 Cardeais                                                           | 39    |
| 17 de setembro de 1498  | Georges d'Amboise                                                               | 39    |
| 18 de setembro de 1498  | Morte do Cardeal Giovanni Battista Savelli (76 anos)                            | 38    |
| 6 de agosto de 1499     | Morte do Cardeal Jean de la Grolaye de Villiers, O.S.B. (65 anos)               | 37    |
| 17 de janeiro de 1500   | Morte do Cardeal Juan de Borja Llançol de Romaní (30 anos)                      | 36    |
| 20 de março de 1500     | criação de 3 Cardeais In Pectore                                                | 36    |
| 25 de março de 1500     | Morte do Cardeal Bartolomé Martí (65 anos)                                      | 35    |
| 15 de setembro de 1500  | Morte do Cardeal John Morton (80 anos)                                          | 34    |
| 28 de setembro de 1500  | criação de 9 Cardeais + 1 In Pectore + 3 Revelação In Pectore                   | 46    |
| 28 de setembro de 1500  | Diego Hurtado de Mendoza y Quiñones                                             | 46    |
| 28 de setembro de 1500  | Amanieu d'Albret                                                                | 46    |
| 28 de setembro de 1500  | Pedro Luis de Borja Llançol de Romaní                                           | 46    |
| 28 de setembro de 1500  | Jaime Serra i Cau                                                               | 46    |
| 28 de setembro de 1500  | Pietro Isvalies                                                                 | 46    |
| 28 de setembro de 1500  | Francisco de Borja                                                              | 46    |
| 28 de setembro de 1500  | Juan de Vera                                                                    | 46    |
| 28 de setembro de 1500  | Ludovico Prodocator                                                             | 46    |
| 28 de setembro de 1500  | Antonio Trivulzio, O.S.A.                                                       | 46    |
| 28 de setembro de 1500  | Giovanni Baptista Ferrari                                                       | 46    |
| 28 de setembro de 1500  | Tamás Bakócz                                                                    | 46    |
| 28 de setembro de 1500  | Marco Cornaro                                                                   | 46    |
| 10 de novembro de 1500  | Morte do Cardeal André d'Espinay (49 anos)                                      | 45    |
| 22 de abril de 1501     | Morte do Cardeal Domenico della Rovere (59 anos)                                | 44    |
| 8 de maio de 1501       | Morte do Cardeal Giovanni Battista Zeno (62 anos)                               | 43    |
| 5 de agosto de 1501     | Morte do Cardeal Juan López (46 anos)                                           | 42    |
| 28 de junho de 1502     | criação de Revelação In Pectore                                                 | 43    |
| 28 de junho de 1502     | Giovanni Stefano Ferrero                                                        | 43    |
| 20 de julho de 1502     | Morte do Cardeal Giovanni Baptista Ferrari (52 anos)                            | 42    |
| 14 de outubro de 1502   | Morte do Cardeal Diego Hurtado de Mendoza y Quiñones (58 anos)                  | 41    |
| 22 de fevereiro de 1503 | Morte do Cardeal Giovanni Battista Orsini (53 anos)                             | 40    |
| 13 de março de 1503     | Morte do Cardeal Fryderyk Jagiellończyk (34 anos)                               | 39    |
| 10 de abril de 1503     | Morte do Cardeal Giovanni Michiel (57 anos)                                     | 38    |
| 31 de maio de 1503      | criação de 9 Cardeais                                                           | 47    |
| 31 de maio de 1503      | Juan Castellar y de Borja                                                       | 47    |
| 31 de maio de 1503      | Francisco de Remolins                                                           | 47    |
| 31 de maio de 1503      | Francesco Soderini                                                              | 47    |
| 31 de maio de 1503      | Melchior von Meckau                                                             | 47    |
| 31 de maio de 1503      | Niccolò Fieschi                                                                 | 47    |
| 31 de maio de 1503      | Francisco Desprats                                                              | 47    |
| 31 de maio de 1503      | Adriano Castellesi                                                              | 47    |
| 31 de maio de 1503      | Jaime de Casanova                                                               | 47    |
| 31 de maio de 1503      | Francisco Lloris y de Borja                                                     | 47    |
| 3 de julho de 1503      | Morte do Cardeal Pierre d'Aubusson (80 anos)                                    | 46    |
| 1 de agosto de 1503     | Morte do Cardeal Juan de Borja (57 anos)                                        | 45    |
| 18 de agosto de 1503    | Morte do Papa Alexandre VI (72 anos)                                            | 45    |
| 21 de setembro de 1503  | Abertura do Conclave de setembro de 1503                                        | 45    |
| 22 de setembro de 1503  | Eleição Papal do Cardeal Francesco Todeschini-Piccolomini com o nome de Pio III | 44    |